# Fredy Serrano
Fredy Alejandro Serrano Sichaca (Bogotá, 22 de septiembre de 1979) es un exluchador olímpico y artista marcial mixto colombiano retirado, que compitió en la división de peso mosca de la Ultimate Fighting Championship (UFC).

## Carrera como luchador olímpico
En 2008, Serrano representó a Colombia en los Juegos Olímpicos de Pekín 2008 a sus 29 años de edad, ubicándose cerca del Top 10, al quedar en úndecimo lugar tras ser derrotado por el iraní Abbas Dabbaghi en los octavos de final.

## Carrera como artista marcial mixto

### Inicios
Aunque Serrano tenía años de experiencia en MMA, no fue hasta los 33 años cuando transicionó oficialmente al deporte ya que estaba enfocado en su carrera grecorromana. Debutó el 23 de febrero de 2013 con una victoria sobre Andrés Leal en la promoción Striker Fighting Championship.

### Ultimate Fighting Championship
En 2015, Serrano firmó con la promoción UFC, debutando contra Bentley Syler en UFC Fight Night 62 el 21 de marzo de 2015. Ganó la pelea con un nocaut al tercer asalto, y se llevó un premio a la Actuación de la Noche.
Serrano se enfrentó a Yao Zhikui el 28 de noviembre en UFC Fight Night 79. Ganó la pelea por nocaut técnico en el primer asalto después de que Yao se lesionara gravemente el brazo mientras intentaba defender un derribo.
Serrano se enfrentó a Ryan Benoit el 30 de julio de 2016 en UFC 201. Perdió la pelea por decisión unánime.
Serrano se enfrentó a Héctor Sandoval el 17 de diciembre de 2016 en UFC on Fox 22. Perdió la pelea por decisión unánime. Posterior a ello, fue liberado de la promoción.

## Campeonatos y logros
- Ultimate Fighting Championship
  - Actuación de la Noche (Una vez) vs. Bentley Syler

## Récord en artes marciales mixtas
| Récord profesional | Récord profesional | Récord profesional |
| 6 peleas           | 4 victorias        | 2 derrotas         |
| ------------------ | ------------------ | ------------------ |
| Nocaut             | 2                  | 0                  |
| Sumisión           | 0                  | 0                  |
| Decisión           | 1                  | 2                  |
| Otros              | 1                  | 0                  |

| Resultado | Récord | Oponente               | Método                   | Evento                                  | Fecha                   | Ronda | Tiempo | Localización     | Notas                  |
| --------- | ------ | ---------------------- | ------------------------ | --------------------------------------- | ----------------------- | ----- | ------ | ---------------- | ---------------------- |
| Victoria  | 4–2    | Joseph Vieira da Silva | Decisión (unánime)       | Empire MMA 1                            | 19 de marzo de 2018     | 3     | 5:00   | Bogotá           |                        |
| Derrota   | 3–2    | Héctor Sandoval        | Decisión (unánime)       | UFC on Fox: VanZant vs. Waterson        | 17 de diciembre de 2016 | 3     | 5:00   | Sacramento       |                        |
| Derrota   | 3–1    | Ryan Benoit            | Decisión (dividida)      | UFC 201                                 | 30 de julio de 2016     | 3     | 5:00   | Atlanta, Georgia |                        |
| Victoria  | 3–0    | Zhikui Yao             | TKO (lesión en el brazo) | UFC Fight Night: Henderson vs. Masvidal | 28 de noviembre de 2015 | 1     | 0:44   | Seúl             |                        |
| Victoria  | 2–0    | Bentley Syler          | KO (golpe)               | UFC Fight Night: Maia vs. LaFlare       | 21 de marzo de 2015     | 3     | 1:34   | Río de Janeiro   | Actuación de la Noche. |
| Victoria  | 1–0    | Andrés Leal            | N/A                      | SFC 5                                   | 23 de febrero de 2013   | N/A   | N/A    | Bogotá           |                        |